# Tạ Hữu Yên
Tạ Hữu Yên (các bút danh là Lê Hữu, Xuân Hữu, Ðông Xuân, Cử Tạ; 1927 - 2013) là nhà thơ, nhà văn Việt Nam, được tặng Giải thưởng Nhà nước về Văn học Nghệ thuật vào năm 2017. Ông là Đại tá Quân đội nhân dân Việt Nam và được xem là nhà thơ có số bài thơ được phổ nhạc nhiều nhất Việt Nam.      

## Tiểu sử
Tạ Hữu Yên (còn có các bút danh là Lê Hữu, Xuân Hữu, Ðông Xuân, Cử Tạ) sinh tháng 07 năm 1927 tại xã Ninh An, huyện Hoa Lư, tỉnh Ninh Bình.
Tạ Hữu Yên nhập ngũ năm 1948. Ông đã qua công tác: thanh niên, tuyên huấn, địch vận, cán bộ quân sự địa phương ở ở tỉnh đội Ninh Bình và Quân khu Hữu Ngạn. Sau đó ông được đi học Khoa báo chí - Trường Tuyên giáo Trung ương niên khóa 1962-1964, rồi trở thành cán bộ, sau đó là trưởng phòng phát thanh địch vận, Cục Nghiên cứu, Tổng cục Chính trị Quân đội nhân dân Việt Nam; cán bộ biên tập phòng Văn nghệ Nhà xuất bản Quân đội Nhân dân, Ðại diện Cục xuất bản quân đội, Bộ Quốc phòng, tại phía Nam (TP Hồ Chí Minh). Ông về hưu năm 1989, với quân hàm Đại tá.
Ông là đảng viên Đảng Cộng sản Việt Nam; hội viên Hội Nhà văn Việt Nam từ năm 1977.
Ông mất ngày 30 tháng 5 năm 2013 tại Hà Nội, an táng tại quê nhà.

## Sự nghiệp
Tạ Hữu Yên xuất hiện lần đầu trên báo vào năm 1962, với bài thơ "Quê mới". Kể từ đó, ông đã in gần 50 tác phẩm, có hơn 147 bài thơ được phổ nhạc.
Bài thơ "Anh về cùng mùa hoa" của Tạ Hữu Yên, sáng tác năm 1980, được đưa vào chương trình sách giáo khoa cũ của Việt Nam, được xem là bài thơ hay và đã đi vào lòng nhiều thế hệ học sinh Việt Nam. Ngoài ra, bài thơ "Đôi dép Bác Hồ" (sáng tác năm 1969), "Cảm xúc tháng Mười" (sáng tác năm 1974) hay bài "Đất nước" (sáng tác năm 1984) cũng đã được phổ nhạc trở thành những bài hát nổi tiếng của Việt Nam.
Ông đã nhận nhiều giải thưởng của Đoàn Thanh niên Cộng sản Hồ Chí Minh, Ủy ban nhân dân thành phố Hà Nội, Bộ Lao động, thương binh và Xã hội Việt Nam. Tạ Hữu Yên cũng được xem là nhà thơ có số bài thơ được phổ nhạc nhiều nhất Việt Nam (với hơn 160 bài thơ).
Năm 2017, ông được truy tặng Giải thưởng Nhà nước về Văn học Nghệ thuật.

## Tác phẩm chính
- Sấm dậy trưa hè (trường ca, 1984);
- Tập thơ phổ nhạc (1997);
- Tuyển tập Tạ Hữu Yên (2006).[2]

- Bài thơ chính nghĩa (1951)
- Tiếng ca xanh (1978)
- Nỗi nhớ ngày thường (1987)
- Ngọn súng biên phòng (trường ca, 1983)
- Thung lũng lửa và hoa (trường ca, 1987)
- Nữ tướng Việt Nam (truyện kể 1991)[16]
- Nhớ Bác (2001)
- Vẻ đẹp đời thường Hồ Chí Minh (sách, 2011)[17]
- Võ Nguyên Giáp – Vị Đại tướng văn võ song toàn (sách, 2011)[18]
- Hai Vầng Trăng
- Nhớ giọng hát Bác Hồ

## Vinh danh
- Giải thưởng Nhà nước về Văn học Nghệ thuật năm 2017.

### Giải thưởng văn học
- Giải thưởng của Trung ương Đoàn TNCS Hồ Chí Minh, UBND thành phố Hà Nội, Bộ Lao động Thương binh Xã hội, Giải báo Thiếu niên Tiền phong… cho các bài thơ được phổ nhạc thành bài hát được nhiều người yêu thích: Đôi dép Bác Hồ (nhạc Văn An); Cảm xúc tháng Mười (nhạc Nguyễn Thành); Bài ca Thanh niên (nhạc Thanh Phúc); Người chiến sĩ trung kiên (nhạc Huy Du); Đất nước (nhạc Phạm Minh Tuấn); Nói với khơi xa (nhạc Văn An)…[2][12]